# Testel (Gertrud Vasegaard)
Testellet fra 1956 er et geometrisk testel, designet af keramikeren Gertrud Vasegaard i 1956, bestående af 8 dele i hvid porcelæn: en høj, sekskantet tepotte med flet-hank, rektangelformet tedåse med lille rundt låg, ottekantet kagefad, en flødekande, og fire runde kopper uden hanke. Gertrud Vasegaard var inspireret af kinesisk håndværk og asiatisk æstetik, især ved udformning af de runde kopper uden hanke, ved tepottens hank af flet-rør, der minder stærkt om bambus, samt ved tedåsen, der ikke plejer at være del af testel i Europa. Hun var også inspireret af britiske traditioner for te, derfor kom flødekande og kagefad også med som del af stellet. De geometriske former, mangel på udsmykning af glasuren og ingen hanke på tekopperne gjorde stellet meget velegnet for industriel produktion hos Bing og Grøndahl, hvor Gertrud arbejdede siden 1945. Stellet var meget populært og kom i Kulturkanonen i 2006.